# David Zoppetti
David Zoppetti (デビット・ゾペティ; Debitto Zopeti; nacido el 26 de febrero de 1962) es un escritor nacido en Suiza, muy conocido por su novela Ichigensan. Zoppetti escribe exclusivamente en japonés, y es por tanto un escritor exofónico, considerado parte del movimiento J-Literature, que en la década de 1990 se enfocó en las novelas sobre la vida urbana de Japón.

## Carrera
Después de dejar la facultad de lengua japonesa de la Universidad de Ginebra, Zoppetti llegó a Japón y estudió en el departamento de literatura japonesa de la Universidad de Doshisha, donde se graduó en 1990. Al graduarse se convirtió en el primer empleado no japonés de la cadena de televisión japonesa TV Asahi. Zoppetti también fue el primer empleado en reclamar una licencia por paternidad. Poco después de ser contratado, el 5 de abril de 1991 apareció en la emisión inaugural del programa Netsuketsu Television de Kensaku Morita, y luego pasó a ser reportero y más tarde, director de News Station, un programa con un formato de noticias innovador, con entrevistas, música y humor.

## Literatura
Su primera novela, Ichigensan, ganó el 20.º Premio Subaru de Literatura en 1996, y además fue nominado para el 116.º Premio Akutagawa. También atrajo la atención de la crítica como una obra para «cruzar fronteras y romper con la tradición literaria establecida [...] única en cuanto a que es una novela de Kioto escrita en japonés por un 'forastero' para una audiencia japonesa». Este éxito lo llevó a dejar TV Asahi en 1998, y concentrarse en la escritura, aunque continuó trabajando en una serie de empresas paralelas, incluida la promoción de productos suizos como la absenta, o la reflexología. Ichigensan «fue un éxito de ventas entre las lectoras jóvenes [y se convirtió en] una película de éxito en 1999».
Su segunda novela, Alegrias, fue nominada para el 13° Premio Mishima Yukio, y su tercer libro, un diario de viaje de no ficción, ganó el 50 ° Premio del Club de Ensayistas de Japón en 2001.
Zoppetti se refiere a su propia raza como «completamente mixta» (純 粋 な 混血), con bisabuelos italianos, estadounidenses, ucranianos, iraquíes y polacos. Zoppetti habla alemán, francés, italiano, inglés y japonés.

## Obras
- い ち げ ん さ ん - Ichigensan, Shueisha, 1997
  - Traducción al inglés de Takuma Sminkey publicada como Ichigensan - The Newcomer, Ozaru Books, 2011[12]
- ア レ グ リ ア - Alegrias, Shueisha, 2000
- 旅 日記 - A Travel Diary, Un Journal de Voyage, Tabi Nikki, Shueisha, 2001
- 命 の 風 - Inochi no Kaze, The Winds of Life, Gentosha, 2005
- 不法 愛妻 家 - Fuhō Aisaika, An Illegal Husband in Love, Shinchosha, 2012
- 旅 立 ち の 季節 - Tabidachi no Kisetsu, The Season of Departures, Kodansha, 2016